# Beluga (bande dessinée)
Pour les articles homonymes, voir Beluga.
Beluga est une bande dessinée créée par le dessinateur Alain Maury. Maury réalise entièrement la partie dessin sur un scénario de Thierry Robberecht.

## Synopsis
Beluga est un voleur professionnel et avec Kader, son acolyte, réalise des vols d'oeuvres d'art.

## Publications
Il existe deux tomes de cette série aux éditions Casterman :
- 1 Rififi à la Bastille, Alain Maury, septembre 2001
Scénario : Thierry Robberecht - Dessin : Alain Maury -  (ISBN 2-203-35658-8)
- 2 Sac de nœuds à Neuilly, Alain Maury, février 2003
Scénario : Thierry Robberecht - Dessin : Alain Maury -  (ISBN 2-203-35683-9)